# Aprominta reisseri
Aprominta reisseri is een vlinder uit de familie dominomotten (Autostichidae). De wetenschappelijke naam is voor het eerst geldig gepubliceerd in 1959 door Gozmany.
Deze vlinder komt voor in Europa.